# 浦項級コルベット
浦項級コルベット（ポハンきゅうコルベット、朝鮮語: 포항급 초계함、英: Pohang-class corvette）は、韓国海軍のコルベットである。艦名は韓国国内の都市名に因んでおり、24隻が建造された。
日本では2010年3月26日に発生した天安沈没事件に際し、PS（哨戒艦）として翻訳・報道されたが、これはハングル表記の초계함を直訳した事によるものであり、正式な艦種はPCC（Patrol Combat Corvette）である。

## 設計
韓国海軍初の国産コルベットである東海級をもとに、その拡大型として設計された。上部構造物を両舷いっぱいまで拡幅して中央船楼型とするとともに、艦体を10メートル延長し、満載排水量にして150トン大型化している。
ただし、艦型の拡大にもかかわらず主機関は同構成で、巡航機としてドイツのMTUフリードリヒスハーフェン社製MTU 12V956 TB82 ディーゼルエンジン（3,130馬力）を2基、高速機としてアメリカのゼネラル・エレクトリック社製LM2500 ガスタービンエンジン（27,200馬力）を1基搭載し、減速機を介して2軸の可変ピッチ・プロペラを駆動するCODOG方式とされている。なお、後期型ではLM2500が出力27,800馬力に強化されているほか、巡航機もフランス製でより大出力のSEMT ピルスティク 12 PA6 V280（4,800馬力）に換装したともされている。

## 装備
基本的な配置は東海級のそれが踏襲されていて、艦首甲板に76mm コンパット砲、艦橋直前の船楼前端と艦尾甲板にはエリコンKCB 30 mm 機関砲を連装に配したエマソン・エレクトリック社製の有人砲塔を備えており、また、ネームシップを含む初期の4隻においては、東海級でボフォース 60口径40mm機関砲が搭載されていた船楼後端部に、エグゾセ艦対艦ミサイル発射筒を両舷に1基ずつ備えていた。5番艦以降ではSSMを廃するかわりに、艦尾甲板の30mm連装機関砲のかわりに2門目の76mm コンパット砲を、また、船楼前端の30mm連装機関砲と船楼後端のエグゾセのかわりにコンパット・フォーティー 40mm連装機関砲を搭載して、砲熕火力を強化した。なお、これによって対艦ミサイル火力は失われたが、これを補うため、ハープーンの後日装備が行われている。
センサは、初期建造艦では東海級と同構成とされており、艦橋直後のマスト頂部には砲射撃指揮用と兼用で、Xバンドの捕捉レーダーとしてWM-28のレドームが設置され、その下方に航海用のAN/SPS-64 レーダーが搭載された。また、9番艦以降では、WM-28にかえてマルコーニ社製のS-1810対空・対水上レーダーが、また、これと独立した射撃指揮レーダーとして同社製のS-1802が艦橋上に搭載されるなど、同時期に整備された蔚山級フリゲートと足並みを揃えるかたちで電子機器が強化されている。なお、ソナーとしては、東海級のEDO 786よりもやや低周波の10キロヘルツ級に対応したシグナール（現在のタレス・ネーデルラント）社製のPHS-32を船底に備えている。
沿岸域の防衛を担う本級や東海級、蔚山級の代替として仁川級フリゲートと大邱級フリゲートが整備される予定である。また、同じく沿岸域の防衛を担う大鷲型哨戒艇の後継として犬鷲型ミサイル艇が整備されている。

### 兵装・電装要目[3]
|          | 初期型                               | 中期型                        | 後期型                                       |                       |
| -------- | ------------------------------------ | ----------------------------- | -------------------------------------------- | --------------------- |
| 兵装     | 76mm コンパット砲×1基                | 76mm コンパット砲×2基         | 76mm コンパット砲×2基                        | 76mm コンパット砲×2基 |
| 兵装     | 30mm連装機関砲×2基                   | 40mm連装機関砲×2基            | 40mm連装機関砲×2基                           |                       |
| 兵装     | エグゾセ MM38 SSM単装発射筒×2基      | -                             | ハープーン SSM連装発射筒×2基 ※順次に後日装備 |                       |
| 兵装     | Mk.32 3連装短魚雷発射管×2基          |                               |                                              |                       |
| 兵装     | Mk.9爆雷投下軌条×2基（爆雷12発）     |                               |                                              |                       |
| C4I      | SEWACO-ZK                            | WSA-423                       | WSA-423                                      |                       |
| レーダー | WM-28低空警戒・砲射撃指揮用          | WM-28低空警戒・砲射撃指揮用   | S-1810対空・対水上捜索用                     |                       |
| レーダー | WM-28低空警戒・砲射撃指揮用          | WM-28低空警戒・砲射撃指揮用   | S-1802砲射撃指揮用                           |                       |
| レーダー | AN/SPS-64(V)航海用                   |                               |                                              |                       |
| E/O      | LIROD×1基                            | LIROD×1基                     | Rademac 2400×2基                             |                       |
| ソナー   | PHS-32船底装備型                     | PHS-32船底装備型              | PHS-32船底装備型                             |                       |
| 電子戦   | ULQ-12K電波探知妨害装置              | ULQ-12K電波探知妨害装置       | ULQ-12K電波探知妨害装置                      |                       |
| 電子戦   | Mk.137 6連装チャフ・フレア発射機×2基 | 9連装チャフ・フレア発射機×4基 | 9連装チャフ・フレア発射機×4基                |                       |

## 同型艦
末尾が0と4の艦番号は欠番である。艦の老朽化と性能の陳腐化に伴って2009年より順次に退役が開始されている。
なお、本級の設計を元にした警備艦として漢江5号（1,180トン）が建造され、海洋警察庁で運用されている。これは、76mm砲とWM-28を維持しており、また、主機関もCODOG方式のままとされている。
| 大韓民国海軍 | 大韓民国海軍 | 大韓民国海軍                | 大韓民国海軍 | 大韓民国海軍    | 大韓民国海軍                        | 退役/再就役後                                                        | 退役/再就役後                                                        | 退役/再就役後                                                        | 退役/再就役後                                                        |
| 建造時期     | #            | 艦名                        | 建造         | 就役            | 退役                                | 再就役先                                                             | #                                                                    | 艦名                                                                 | 就役                                                                 |
| ------------ | ------------ | --------------------------- | ------------ | --------------- | ----------------------------------- | -------------------------------------------------------------------- | -------------------------------------------------------------------- | -------------------------------------------------------------------- | -------------------------------------------------------------------- |
| 初期型       | PCC-756      | 浦項 ポーハン               | 韓国造船     | 1984年 12月18日 | 2009年 6月30日                      | 浦項市に記念艦として保存されている。                                 | 浦項市に記念艦として保存されている。                                 | 浦項市に記念艦として保存されている。                                 | 浦項市に記念艦として保存されている。                                 |
| 初期型       | PCC-757      | 群山 クンサン               | 韓国タコマ   | 1984年 12月17日 | 2011年 9月29日                      | 2017年に解体処分                                                     | 2017年に解体処分                                                     | 2017年に解体処分                                                     | 2017年に解体処分                                                     |
| 初期型       | PCC-758      | 慶州 キョンジュ             | 現代重工業   | 1985年 5月1日   | 2014年 12月30日                     | ペルー沿岸警備隊                                                     | PM-211                                                               | フェッレ （BAP Ferré）                                               | 2016年 7月15日                                                       |
| 初期型       | PCC-758      | 慶州 キョンジュ             | 現代重工業   | 1985年 5月1日   | 2014年 12月30日                     | ペルー海軍                                                           | CC-27（元・CM-27）                                                   | フェッレ （BAP Ferré）                                               | 2018年 8月27日                                                       |
| 初期型       | PCC-759      | 木浦 モクポ                 | 大宇造船海洋 | 1985年 5月17日  | 2014年 12月30日                     | フィリピン海軍への売却が検討されていたが、2018年に標的艦として沈没。 | フィリピン海軍への売却が検討されていたが、2018年に標的艦として沈没。 | フィリピン海軍への売却が検討されていたが、2018年に標的艦として沈没。 | フィリピン海軍への売却が検討されていたが、2018年に標的艦として沈没。 |
| 中期型       | PCC-761      | 金泉 キムチョン             | 韓国造船     | 1986年 9月1日   | 2015年 12月31日                     | ベトナム人民海軍                                                     | HQ-18                                                                | HQ-18                                                                | 2017年 6月6日                                                        |
| 中期型       | PCC-762      | 忠州 チュンジュ             | 韓国タコマ   | 1986年 11月30日 | 2016年 12月27日                     | フィリピン海軍                                                       | PS-39                                                                | コンラッド・ヤップ （BRP Conrado Yap）                               | 2019年 8月5日                                                        |
| 中期型       | PCC-763      | 晋州 チンジュ               | 現代重工業   | 1986年 11月1日  | 2016年 12月27日                     | エジプト海軍                                                         | 1000                                                                 | シャバーブ・ミスル （ENS Shbab Misr）                                | 2017年 10月26日                                                      |
| 中期型       | PCC-765      | 麗水 ヨス                   | 大宇造船海洋 | 1986年 12月1日  | 2017年 12月27日                     | ベトナム人民海軍                                                     | HQ-20                                                                | HQ-20                                                                | 2018年 10月17日                                                      |
| 後期型       | PCC-766      | 鎮海 チネ                   | 韓国造船     | 1988年 9月30日  | 2017年 12月27日                     | 昌原市鎮海区に記念艦として保存されている。                           | 昌原市鎮海区に記念艦として保存されている。                           | 昌原市鎮海区に記念艦として保存されている。                           | 昌原市鎮海区に記念艦として保存されている。                           |
| 後期型       | PCC-767      | 順天 スンチョン             | 韓国タコマ   | 1988年 9月30日  | 2019年 12月24日                     | ペルー海軍                                                           | CC-28                                                                | ギース （BAP Guise）                                                 | 2021年 11月26日                                                      |
| 後期型       | PCC-768      | 裡里 → 益山 イリ → イクサン | 現代重工業   | 1988年 9月30日  | 2018年 12月27日                     | コロンビア海軍                                                       | CM-56                                                                | アルミランテ・トノ (ARC Almirante Tono)                              | 2020年 9月28日                                                       |
| 後期型       | PCC-769      | 原州 ウォンジュ             | 大宇造船海洋 | 1988年 9月30日  | 2021年 12月31日                     |                                                                      |                                                                      |                                                                      |                                                                      |
| 後期型       | PCC-771      | 安東 アンドン               | 韓国造船     | 1989年 1月5日   | 2020年 12月31日                     |                                                                      |                                                                      |                                                                      |                                                                      |
| 後期型       | PCC-772      | 天安 チョナン               | 韓国造船     | 1988年 12月31日 | 2010年 3月26日喪失 （天安沈没事件） | 平沢市に記念艦として保存されている。                                 | 平沢市に記念艦として保存されている。                                 | 平沢市に記念艦として保存されている。                                 | 平沢市に記念艦として保存されている。                                 |
| 後期型       | PCC-773      | 富川 プチョン               | 現代重工業   | 1989年 5月4日   | 2021年 3月31日                      |                                                                      |                                                                      |                                                                      |                                                                      |
| 後期型       | PCC-775      | 城南 ソンナム               | 大宇造船海洋 | 1989年 5月4日   | 2021年 12月31日                     |                                                                      |                                                                      |                                                                      |                                                                      |
| 後期型       | PCC-776      | 堤川 チェチョン             | 韓国タコマ   | 1989年 5月4日   | 2021年 12月31日                     |                                                                      |                                                                      |                                                                      |                                                                      |
| 後期型       | PCC-777      | 大川 テチョン               | 現代重工業   | 1990年 1月7日   | 2023年 12月28日                     |                                                                      |                                                                      |                                                                      |                                                                      |
| 後期型       | PCC-778      | 束草 ソクチョ               | 現代重工業   | 1990年 3月2日   | 2022年 12月30日                     |                                                                      |                                                                      |                                                                      |                                                                      |
| 後期型       | PCC-779      | 栄州 ヨンジュ               | 現代重工業   | 1990年 4月20日  | 2022年 12月30日                     |                                                                      |                                                                      |                                                                      |                                                                      |
| 後期型       | PCC-781      | 南原 ナムウォン             | 大宇造船海洋 | 1990年 5月1日   | 2023年 12月28日                     |                                                                      |                                                                      |                                                                      |                                                                      |
| 後期型       | PCC-782      | 光明 クァンミョン           | 韓国タコマ   | 1990年 7月9日   |                                     |                                                                      |                                                                      |                                                                      |                                                                      |
| 後期型       | PCC-783      | 新城 シンソン               | 韓国造船     | 1992年 3月28日  |                                     |                                                                      |                                                                      |                                                                      |                                                                      |
| 後期型       | PCC-785      | 公州 コンジュ               | 韓国タコマ   | 1993年 7月31日  |                                     |                                                                      |                                                                      |                                                                      |                                                                      |